# Philipp von Brunnow

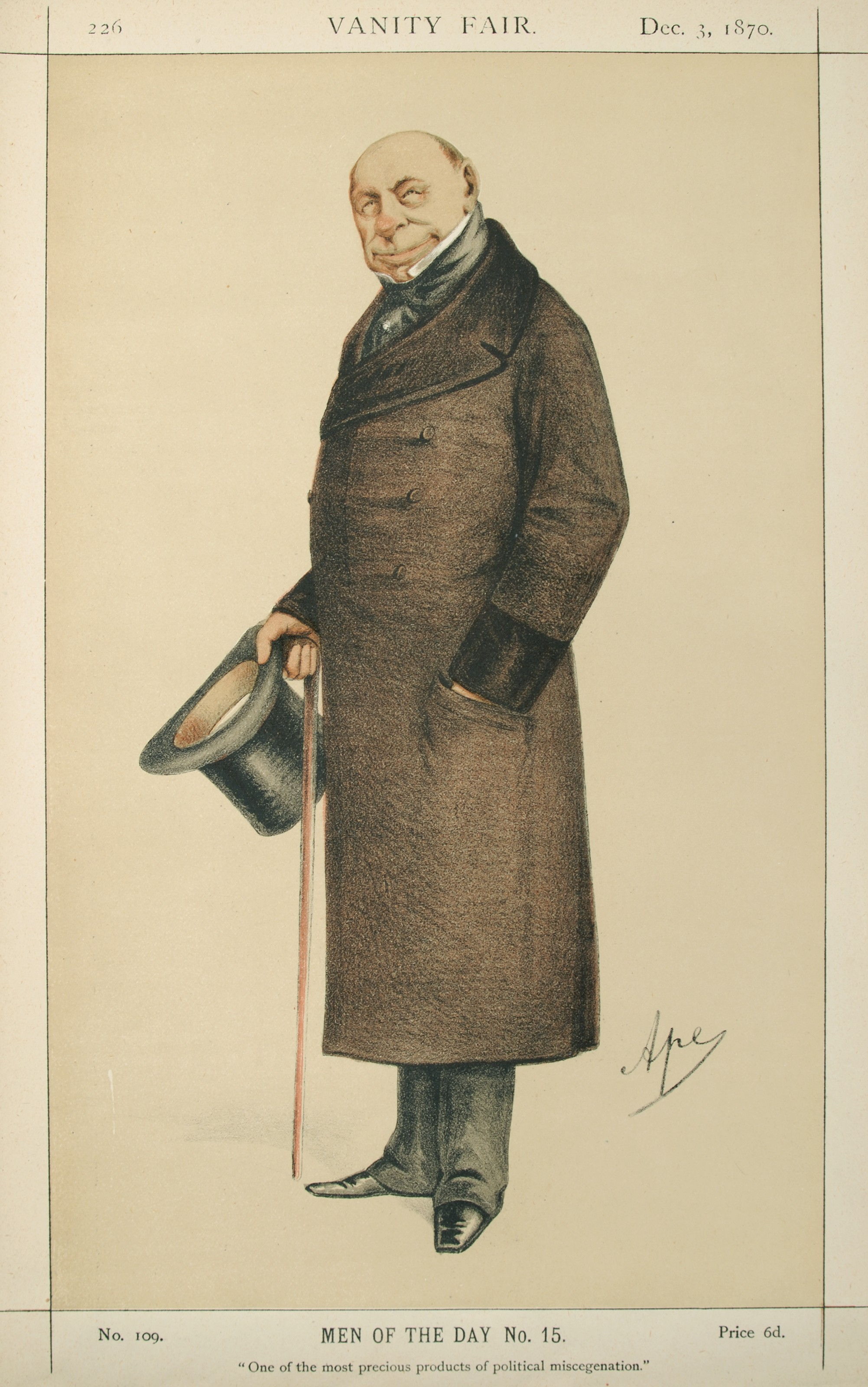
Brunnowról készült karikatúra

Ernst Philipp von Brunnow vagy Filip Ivanovics Brunnov (oroszul: Филипп Иванович Бруннов; Drezda, 1797. augusztus 31. – Darmstadt, 1875. április 12.) gróf, orosz diplomata.

## Élete
1815-től 1818-ig Lipcsében jogot és államtudományokat tanult, aztán orosz államszolgálatba lépett. Miután részt vett több követségben, Nesselrode közvetlen környezetéhez tartozott és polgári biztosi minőségben az 1828-29-es török háborúban is jelen volt. 1839-ben a stuttgarti, 1840-ben a londoni követséget bízták rá. Az ő fáradozásaira jött létre az 1840. július 15-ei szerződés, amelyben Oroszország, Poroszország, Nagy-Britannia és Ausztria – Franciaország kizárásával – arra kötelezték magukat, hogy a Keleten békét teremtenek. Neki volt köszönhető az 1852. május 8-ai londoni jegyzőkönyv, amelyben Oroszország és Anglia érdekeit Észak-Európában szolidárisaknak nyilvánították. 
Az 1854-es keleti bonyodalmak miatt hazahívták, 1855 októberében Frankfurtba nevezték ki követnek. Az oroszországi uralkodóváltozás folytán nagyobb diplomáciai feladatok vártak Brunnovra. Orlov gróffal együtt az 1856-os párizsi békekongresszuson képviselte Oroszországot. 1857-ben Berlinbe ment követnek, de már 1858 márciusában ugyanoly minőségben Londonban volt és 1860. december 19-én nagyköveti méltóságra emelkedett. De a régi jó viszonyt Anglia és Oroszország között többé nem sikerült helyreállítania, különösen nehéz helyzete volt 1863-ban a lengyel ügyek tárgyalásánál. Több rokonszenvre talált az angoloknál azokon a konferenciákon, amelyek 1864-ben a schleswig-holsteini válság ügyében folytak, és ahol nagy odaadással, de eredménytelenül védte a dánok ügyét. 1867-ben a luxemburgi kérdés londoni kongresszusában is részt vett. 1870-ben Párizsba ment nagykövetnek, de 1871 februárjában újra Londonba küldték. Ugyanebben az évben grófi rangot kapott. 1874-ben idős kora miatt állásáról lemondott és visszavonult.